# The Falcon and the Snowman
The Falcon and the Snowman – szósty w dyskografii album grupy Pat Metheny Group, zawierający ścieżkę dźwiękową do filmu Sokół i koka (ang. The Falcon and the Snowman, 1985, reż. John Schlesinger), nagrany w 1984 r. i wydany w 1985 r. przez wytwórnię EMI. Z albumu pochodzi piosenka „This Is Not America”, do której słowa napisał i zaśpiewał David Bowie.

## Lista utworów
1. „Psalm 121/Flight of the Falcon” (Metheny i Mays) – 4:09
2. „Daulton Lee” (Metheny i Mays) – 5:59
3. „Chris” (Metheny i Mays) – 3:21
4. „The Falcon” (Metheny i Mays) – 5:02
5. „This Is Not America” (Metheny, Mays i Bowie) – 3:55
6. „Extent of the Lie” (Metheny i Mays) – 4:18
7. „The Level of Deception” (Metheny i Mays) – 5:49
8. „Capture” (Metheny i Mays) – 4:03
9. „Epilogue (Psalm 121)” (Metheny i Mays) – 2:16

## Skład zespołu
- Pat Metheny – gitary
- Lyle Mays – fortepiany, syntezatory, instrumenty klawiszowe
- Steve Rodby – gitary basowe
- Paul Wertico – perkusja, instrumenty perkusyjne
- Pedro Aznar – wokal

w nagraniach uczestniczyli również
- National Philharmonic Orchestra (dyrygent: Steve Rodby) w utworach „Flight of the Falcon”, „Extent of the Lie”, „The Level of Deception” i „Capture"
- Ambrosian Choir (dyrygent: John McCarthy) w utworach „Psalm 121” i „Epilogue (Psalm 121)”
- David Bowie – wokal w utworze „This Is Not America"

## Miejsca na listachBillboardu
| Rok  | Lista             | Miejsce |
| ---- | ----------------- | ------- |
| 1985 | The Billboard 200 | 54      |